# خليل الرواف
خليل بن إبراهيم الرواف (1895–2000)، ولد في في مدينة بريدة بمنطقة القصيم، ويعتبر أول ممثل عربي في هوليوود، وكان يعمل بتجارة بيع الجمال ينطلق بها من بريدة وعنيزة في المملكة العربية السعودية إلى كل من العراق وسوريا والأردن، كان خليل يقيم في فندق دجلة في بغداد عام 1932 وكانت تقيم في نفس الفندق سائحة أمريكية ثرية تدعى فرانسيس اليسون وكان يسكن في الفندق أيضا الدكتور خيرالله وهو من أوائل المهاجرين العرب لأمريكا....أعطى الدكتور خيرالله لخليل الرواف معلومات وافرة عن أمريكا وكانت فرانسيس تود معرفة المزيد عن العرب فتوطدت الصداقة بينهم فترك تجارته ورافق المرأة الشقراء من بغداد لدمشق ومنها إلى بيروت ومن بيروت ركب باخرة إلى نيويورك...... أحس خليل الرواف بحبه لفرانسيس وبادلته هي نفس الشعور ووعدته أنها سوف تعود للشام حيث تعتنق الإسلام وتتزوج به...وفعلا كانت عند وعدها فعادت للشام وكان خليل بانتظارها حيث تزوجا. ومن ثم انطلقا على أحد البواخر إلى أمريكا...ووصلها عام 1935م. وفي أمريكا أخذته فرانسيس بجولة طويلة في أنحاء الولايات المتحدة الأمريكية وكانت كل ماحلت في ولاية تجد الاستقبال الحار من معارفها وهذا بالطبع ضايق خليل كثير فهذه ليست من تقاليد وعادات العرب فبدأ الخلاف يدب بينهما..ووجد أنها هي من يقود السيارة وهي وهي من تتحدث وهي من يسدد النقود..لم يستطع الصبر فقرر خليل الطلاق..ولكن الطلاق صعب في أمريكا فهما تزوجا حسب الشريعة الإسلامية. فعادت الزوجة فرانسيس إلى الشام لتحصل على الطلاق فأوكلت المحامي فارس الخوري أحد رجالات السياسة في سوريا وفي مصر السياسي الكبير مكرم عبيد...واستعانت بالشيخ فوزان السابق ممثل المملكة في مصر حتى حصلت على الطلاق. وقد شارك هذا الشاب العربي القادم من بريدة من منطقة القصيم في إحدى الافلام مع الممثل الشهير جون واين في فيلم «كنت مراسلا حربيا» وكان دوره في الفيلم حارس بدوي لشيخ قبيلة في صحراء العراق. وبعد الطلاق من فرانسيس تفرغ خليل في وضع كتب لتعليم اللغة العربية واقام بفتح مدرسة لتعليم اللغة العربية. وتعرف على شابة أمريكية تدعى كونستانس ويلمان والتي زارت أوروبا وعلمت الحضارة العربية هي أساس الحضارة الغربية وبدأت كونستانس تحضر لمدرسة خليل وتتعلم اللغة العربية واعجب بها وتزوجها وفي عام 1946/6/23م رزق منها بولد سماه: نواف ولكن العادات والاعراف عادت تقف حائلا دون سعادة الزوجين ولم يعد بمقدور أين منهما أن يتعايش مع الآخر وقرر الطلاق فطلق زوجته وعمر نواف 8 شهور...وبعد الطلاق بعام واحد صفى أعماله ومدارسه وعاد صوب الشرق. وفي المملكة العربية السعودية تزوج خليل من أمراة مصرية من الإسكندرية ورزق منها بابنتين أحدهما تعمل طبيبة والاخرى مدرسة. وفي السعودية لم ينسى خليل ابنه نواف فقد غادر المملكة إلى أمريكا بصحبة الأمير طلال بن عبد العزيز حيث حاول سموه مع كونستانس ان تعطي حضانة الولد لابيه ولكنها رفضت. وكرر خليل مرة أخرى عام 1962م حين عاد لامريكا مع زوجته وبنتيه ولكن لم يجد أي اثر لنواف أو أمه وكرر الزيارة عام 1987م ولكن دون جدوى. وكانت كونستانس بعد سفر خليل قد تعرفت على الشاعر المصري أحمد زكي أبوشادي أحد مؤسسي جماعة أبللو الشعرية وتزوجته بعد عام من طلاقها من خليل وقد تبنى ابوشادي نواف وعامله كأحد أبنائه خاصة وأنه يعرف أبيه وكان أبو شادي قد انضم للوفد السعودي المشارك في هيئة الامم المتحدة الا أنه توفي بعد ان غير اسم نواف إلى «كلايف ابوشادي» ولم يكن قد أعطى معلومات عن نواف لأبناءه من زوجته الأولى. وكان خليل الرواف يبحث عن ابنه دون جدوى وعندما تم ابتعاث ابن اخيه: عثمان ياسين الرواف لاستكمال الدراسة العليا في أمريكا أوصاه أن يواصل البحث عنه ولكن لم يسعفه الحظ طيلة 17 عاما...وكانت والدة نواف بعد وفاة زوجها ابوشادي تزوجت من رجل أخر واختفت. وبعد بحث مضني وعن طريق محقق خاص تم التعرف على نواف خليل الرواف والذي أصبح اسمه كلايف ويلمان وأعطى المحقق الخاص معلومات كاملة عنه فتم الاتصال به من قبل الأب وابن أخيه عثمان. وعندما اتصل عثمان بمنزل نواف«كلايف» وردت عليه ابنته قال لها: أنا ابن عمه...نادت أمها..فقالت لها: ليس لابيك عم حتى يكون له ابن عم..ولكن نواف رد على الهاتف وسمع صوت أبيه احس أن أبيه قد شرق بدمعه وتهدج صوته وتغير. قال كلايف أو نواف: كنت اقلب اوراق ابي ووجدت شهادة ميلادي وقد تغير اسمي من نواف إلى كلايف..فسألت والدتي قالت نعم ابوشادي ليس والدك..والدك طلقني وذهب إلى السعودية. وكانت قد تزوجت والدتي من شخص بريطاني وانتقلنا لبريطانيا. ثم عدنا لأمريكا واشتركت في حرب فيتنام سألت والدتي بعفوية عن والدي فقالت: اطلب من السفارة السعودية معلومات عنه..فكتبت للسفارة أربعة خطابات ولم أحظى بأي رد. تقول تقول والدته كونستانس ويلمان كان والدي محاميا مشهورا في نيويورك ويشجعنا على البحث والدارسة وبعد عودتي من أوروبا قابلت الدكتور خير الله والذي نصحني لتعلم اللغة العربية وأن التحق بإحدى مدارس الرواف وهو ما تم فعلا وكان يقوم بتعلمي وأحب كل منا الآخر وتزوجنا ورزقنا بطفل. وبسبب الخلاف بيننا أن بدأت تظهر منه أراء جديدة عن المرأة وعلمها وبدأ يسأل عني حتى أعترض على فستان كنت أمع لبسه في مناسبة أجتماعية..كما أنه لم يخبرني بزوجته الأولى. حصلت على حكم المحكمة على حضانة أبني وهي آخر مرة رأيته ورآني فيها وقد ذرف كل منا دمعة..ولم يكن نواف موجودا ليودعه فقد علمت أن خليل يخطط لاخذه معه للسعودية. وقمت بتغير اسمه من نواف إلى كلايف عندما كان عمره ثلاث سنوات.. لان أسئلة الناس حول الاسم تضايقني وكلايف اسم جدي وتعرفت على أبو شادي عندما أتى لمكتبنا التجاري يطلب عملا فقد أساعد خليل في أعماله التجارية. لم يقل أحد لنواف عن أباه الحقيقي لا أنا ولا أبو شادي أو أبنائه من زوجته الأولى. عندما أخبرني كلايف أنه وجد أباه الحقيقي وتحدث معي خليل بالهاتف..قلت له خليل إنني لا أصدق هذا أنا سعيدة أن أسمع صوتك مرة أخرى فقال وأنا سعيد كذلك.. لقد كبرت عمري الآن 95 سنة..فقلت لا أصدق صوتك لا يزال شابا..فقال مضت سنين كثيرة أود أن نلتقي لكنني أخشى ألا تردين ذلك..فقلت إنني لا أكاد أنتظر حتى نتقابل. وتوفي خليل الرواف عام 2000.